# US Bitam
US Bitam is een voetbalclub uit Bitam in Gabon. De club speelt in momenteel in de hoogste afdeling.

## Erelijst
- Gabon Championnat National D1 : 3

2003, 2010, 2013
- Beker van Gabon : 3

1999, 2003, 2010